# Setaria appendiculata
Setaria appendiculata är en gräsart som först beskrevs av Eduard Hackel, och fick sitt nu gällande namn av Otto Stapf. Setaria appendiculata ingår i släktet kolvhirser, och familjen gräs. Inga underarter finns listade i Catalogue of Life.